# Grand Prix automobile d'Autriche 1985
Résultats du Grand Prix automobile d'Autriche de Formule 1 1985 qui a eu lieu sur l'Österreichring le 18 août 1985.

## Classement
| Pos. | No | Pilote             | Écurie                 | Tours | Temps/Abandon                      | Grille | Points |
| ---- | -- | ------------------ | ---------------------- | ----- | ---------------------------------- | ------ | ------ |
| 1    | 2  | Alain Prost        | McLaren-TAG            | 52    | 1 h 20 min 12 s 583 (231,132 km/h) | 1      | 9      |
| 2    | 12 | Ayrton Senna       | Lotus-Renault          | 52    | + 30 s 002                         | 14     | 6      |
| 3    | 27 | Michele Alboreto   | Ferrari                | 52    | + 34 s 356                         | 9      | 4      |
| 4    | 28 | Stefan Johansson   | Ferrari                | 52    | + 39 s 073                         | 12     | 3      |
| 5    | 11 | Elio De Angelis    | Lotus-Renault          | 52    | + 1 min 22 s 092                   | 7      | 2      |
| 6    | 8  | Marc Surer         | Brabham-BMW            | 51    | + 1 tour                           | 11     | 1      |
| 7    | 3  | Stefan Bellof      | Tyrrell-Renault        | 49    | Panne d'essence                    | 22     |        |
| 8    | 18 | Thierry Boutsen    | Arrows-BMW             | 49    | + 3 tours                          | 16     |        |
| 9    | 24 | Huub Rothengatter  | Osella-Alfa Romeo      | 48    | + 4 tours                          | 24     |        |
| 10   | 15 | Patrick Tambay     | Renault                | 46    | Moteur                             | 8      |        |
| Abd. | 26 | Jacques Laffite    | Ligier-Renault         | 43    | Perte d'une roue                   | 15     |        |
| Abd. | 29 | Pierluigi Martini  | Minardi-Motori Moderni | 40    | Châssis                            | 26     |        |
| Abd. | 1  | Niki Lauda         | McLaren-TAG            | 39    | Moteur                             | 3      |        |
| Abd. | 17 | Gerhard Berger     | Arrows-BMW             | 33    | Turbo                              | 17     |        |
| Abd. | 19 | Teo Fabi           | Toleman-Hart           | 31    | Panne électrique                   | 6      |        |
| Abd. | 16 | Derek Warwick      | Renault                | 29    | Moteur                             | 13     |        |
| Abd. | 10 | Kenny Acheson      | RAM-Hart               | 28    | Moteur                             | 23     |        |
| Abd. | 7  | Nelson Piquet      | Brabham-BMW            | 26    | Turbo                              | 5      |        |
| Abd. | 5  | Nigel Mansell      | Williams-Honda         | 25    | Moteur                             | 2      |        |
| Abd. | 22 | Riccardo Patrese   | Alfa Romeo             | 25    | Moteur                             | 10     |        |
| Abd. | 30 | Jonathan Palmer    | Zakspeed               | 17    | Alternateur                        | 25     |        |
| Abd. | 9  | Philippe Alliot    | RAM-Hart               | 16    | Turbo                              | 21     |        |
| Abd. | 25 | Andrea De Cesaris  | Ligier-Renault         | 13    | Accident                           | 18     |        |
| Abd. | 23 | Eddie Cheever      | Alfa Romeo             | 6     | Turbo                              | 20     |        |
| Abd. | 6  | Keke Rosberg       | Williams-Honda         | 4     | Pression d'huile                   | 4      |        |
| Np.  | 20 | Piercarlo Ghinzani | Toleman-Hart           |       | Moteur                             | 19     |        |
| Nq.  | 4  | Martin Brundle     | Tyrrell-Ford           |       | Non qualifié                       |        |        |

## Pole position et record du tour
- Pole position : Alain Prost en 1 min 25 s 490 (vitesse moyenne : 250,219 km/h).
- Meilleur tour en course : Alain Prost en 1 min 29 s 241 au 39e tour (vitesse moyenne : 239,701 km/h).

## Tours en tête
- Alain Prost : 38 (1-25 / 40-52)
- Niki Lauda : 14 (26-39)

## À noter
- 20e victoire pour Alain Prost.
- 46e victoire pour McLaren en tant que constructeur.
- 16e victoire pour TAG-Porsche en tant que motoriste.